# Кораблинский краеведческий музей
Корабли́нский краеве́дческий музе́й — муниципальное бюджетное учреждение культуры Кораблинского района Рязанской области, расположенное в районном центре г. Кораблине.

## История музея
7 декабря 1981 года по инициативе краеведа, работника райкома КПСС Виктора Викторовича Чеклуева в городе Кораблине открыт краеведческий музей на общественных началах. Первым руководителем музея был Иван Степанович Шарков, совмещавший должности научного сотрудника, рабочего и директора. В 1991 году музей стал филиалом Рязанского историко-архитектурного музея-заповедника, а с 2001 года является самостоятельным муниципальным учреждением культуры. На протяжении 37 лет краеведческий музей размещался в здании барачного типа 1957 года постройки по адресу Кораблино, ул. Садовая, д. 12 53°55′38″ с. ш. 40°01′33″ в. д., обладая экспозиционно-выставочной площадью 385 м² и площадью фондохранилищ 90 м². В музее работали постоянные экспозиции археологии и палеонтологии, «Крестьянская изба», «Наш край в годы войны», «Современные войны».
В марте 2019 года музейное здание было признано аварийным. В настоящее время краеведческий музей занимает часть первого этажа жилого пятиэтажного дома.
Директора музея
- Шарков Иван Степанович
- Лебедева Нина Владимировна
- Пчелинцева Нелли Сергеевна
- Фатюшина Наталья Егоровна (с 2005 по 2022 год)[2]
- Харина Ольга Сергеевна (с 2022 года)

## Собрание музея
В фондах музея насчитывается более 5 тысяч единиц хранения, среди которых палеонтологическая коллекция окаменелостей и костей палеолитических животных, археологические материалы неолита, бронзы и домонгольского периода, крестьянская утварь, предметы ткачества, документы, фотографии, церковная утварь, книги, нумизматическая и минералогическая коллекции. Основу музейного фонда составили этнографические и археологические предметы, собранные учителем и директором Асниковской начальной школы Алексеем Матвеевичем Хохловым и его учениками. В 2010 году краеведческому музею была передана хранившаяся с 1993 года у начальника Управления федеральной службы по надзору в сфере природопользования по Рязанской области Л. Н. Евсиковой коллекция минералов создававшегося с 1970-х годов Львом Викторовичем Иевлевым геолого-минералогического музея.

## Экспозиции музея
В музее работают пять постоянных экспозиций: археологии, минералогии и этнографии, интерьер крестьянской избы, зал воинской славы. В выставочном зале проводятся выставки работ художников и мастеров декоративно-прикладного искусства, отдельных экспонатов из фондов музея.